# Hacı Əliyev
Hacı Azər oğlu Əliyev [hɑdʒɯ ælɪjev] (englisch Haji Aliyev; * 21. April 1991 in Naxçıvan) ist ein aserbaidschanischer Ringer. Er wurde 2014, 2015 und 2017 Weltmeister, 2014, 2018 und 2019 Europameister, siegte 2019 bei den Europaspielen und gewann bei den Olympischen Spielen 2016 eine Bronzemedaille im freien Stil in der Gewichtsklasse bis 57 kg, 61 kg bzw. 65 kg  Körpergewicht.

## Werdegang
Hacı Əliyev begann als Jugendlicher im Jahre 1999 mit dem Ringen, wobei er sich auf den freien Stil konzentrierte. Er gehört dem Sportclub Nefti Absheron Baku und wird hauptsächlich von Elmar Asimsadeh trainiert. Er ist 1,70 Meter groß und startete als Erwachsener bisher immer im Federgewicht bzw. seit 1. Januar 2014 in der Gewichtsklasse bis 61 kg Körpergewicht. Ringen ist z. Zt. auch sein Beruf.
Seinen ersten Start auf der internationalen Ringermatte absolvierte Hacı Əliyev im Juni 2008 bei der Junioren-Europameisterschaft (Altersgruppe Kadetten) in Daugavpils. Er erkämpfte sich dort in der Gewichtsklasse bis 54 kg hinter dem Georgier Wladimer Chintschegaschwili den 2. Platz.
2010 wurde er erstmals auch bei den Senioren bei einer internationalen Meisterschaft eingesetzt und zwar bei der Europameisterschaft in seiner Heimatstadt Baku. Im Federgewicht besiegte er dabei in seinem ersten Kampf Tim Schleicher aus Deutschland, verlor aber seinen nächsten Kampf gegen Andrei Perpeliță aus Moldawien, womit er ausschied und auf den 8. Platz kam. 2011 startete er bei der Junioren-Europameisterschaft in Zrenjanin. Er erreichte dort das Finale, in dem er allerdings gegen Ömer Uzan aus der Türkei unterlag.
2012 gelang es ihm nicht, sich in der nationalen aserbaidschanischen Ausscheidung für die Olympischen Spiele in London durchzusetzen. Er scheiterte an Toğrul Əsgərov, der in London dann auch Olympiasieger wurde.
Im Jahre 2013 bestritt Hacı Əliyev drei große internationale Meisterschaften. Bei der Europameisterschaft in Tiflis kam er zu einem Sieg über Jozsef Molnar aus Ungarn, verlor dann aber gegen Wladimer Chintschegaschwili und landete auf dem 8. Platz. Bei der Universiade im Juli dieses Jahres in Kasan gewann er hinter Bekchan Goigerejew aus Russland und Behnam Ehsanpour aus dem Iran eine Bronzemedaille.
Bei der Weltmeisterschaft in Budapest wurde er gleich in seinem ersten Kampf von dem Iraner Masoud Mahmoud Esmailpourjouybari geschultert und erreichte deswegen nur den 30. Platz.
Im April 2014 gelang ihm dann bei der Europameisterschaft in Vantaa/Finnland der erste Titelgewinn bei einer internationalen Meisterschaft. In der neuen Gewichtsklasse bis 61 kg besiegte er dabei Alexander Semisorow aus Deutschland, gegen den zu gewinnen, er nach einem schnellen Punkterückstand allerdings sehr viel investieren musste. Er siegte dann noch über Beka Lomtadse, Georgien, Wasyl Schuptar aus der Ukraine und in einem beherzt geführten und griffreichen Finale den amtierenden Weltmeister Bekchan Goigerejew. Nach zwei weiteren Turniersiegen in Dortmund und in Baku wurde Hadschi Alijew im September 2014 in Taschkent auch erstmals Weltmeister in der Gewichtsklasse bis 61 kg Körpergewicht. Auf dem Weg zu diesem Erfolg besiegte er Wasyl Schuptar, Krzysztof Bienkowski, Polen, Andrei Perpeliță, Yowlys Bonne, Kuba und Masoud Mahmoud Esmaeilpoorjouybari, gegen den er bei der Weltmeisterschaft 2013 noch verloren hatte.
2015 vertrat er sein Land beim Freistil-Welt-Cup in Los Angeles, einem Mannschaftswettbewerb. Durch seine Siege über Münir Recep Aktas, Türkei, Dzianis Maksimau, Weißrussland und Murschid Mutalimow, Russland trug er wesentlich dazu bei, dass Aserbaidschan auf den 3. Platz kam. Gegen Behnam Ehsanpouri, Iran, verlor er knapp nach Punkten. Bei den Europa Games 2015, die in Baku stattfanden, siegte er in der Gewichtsklasse bis 61 kg Körpergewicht über Wolodja Franguljan, Armenien und Nikolai Bolotnjuk, Slowakei, verlor dann gegen Alexander Bogomojew, Russland und sicherte sich in der Trostrunde mit einem Sieg über Münir Recep Aktas noch eine Bronzemedaille.
Bestens vorbereitet trat Hadschi Alijew im September 2015 bei der Weltmeisterschaft in Las Vegas an. Er besiegte in der Gewichtsklasse bis 61 kg Andrei Perpeliță, Moldawien, Masakazu Kamoi, Japan, Wladimir Dubow, Bulgarien und Nomin Batbold, Mongolei und wurde damit wieder Weltmeister. Zum Abschluss der Saison siegte Hadschi Alijew im November 2015 auch beim Golden-Grand-Prix in Baku. Dabei verwies er in seiner Gewichtsklasse Iman Sadeghikoukandeh aus dem Iran, Daulet Nijasbekow aus Kasachstan und Alexander Bogomejew auf die Plätze.
Bei der Europameisterschaft 2016 in Riga unterlag Hadschi Alijew im Halbfinale gegen Wladimir Chintschegaschwili aus Georgien, sicherte sich aber mit einem Sieg über Wolodja Franguljan aus Armenien noch eine Bronzemedaille. Bei den Olympischen Spielen 2016 in Rio de Janeiro trainierte er in die Gewichtsklasse bis 57 kg ab. Er traf dort im Viertelfinale wieder auf Wladimir Chintschegaschwili und unterlag diesem wieder nach Punkten. In der anschließenden Trostrunde siegte er dann über Nurislan Sanajew aus Kasachstan und Wladimir Dubow aus Bulgarien und gewann damit eine olympische Bronzemedaille.
Im August 2017 gewann Hadschi Alijew in der Gewichtsklasse bis 61 kg zum dritten Mal den Weltmeistertitel. Im Finale bezwang er dabei Gadschimurad Raschidow aus Russland.
2018 wechselte er in die Gewichtsklasse bis 65 kg Körpergewicht. Im April 2018 stand er in Iowa-City beim Team-Welt-Cup in der aserbaidschanischen Mannschaft. Er verlor dort gegen Alejandro Enrique Valdes Tobier aus Kuba, siegte dann über Sajatbek Okassow, Kasachstan und verlor auch gegen Logan Stieber aus den Vereinigten Staaten. Im Mai 2018 wurde Hadschi Alijew in dieser Gewichtsklasse in Kaspiisk Europameister. Im Finale bezwang er Iljas Bekbulatow aus Russland. Bei der Weltmeisterschaft in Budapest unterlag er aber schon in der Qualifikation gegen Alejandro Enrique Valdes Tobier, gegen den er schon in Iowa-City verloren hatte. Er schied damit aus und kam nur auf den 25. Platz.
2019 kam er in die alte Erfolgsspur zurück. Er wurde zunächst im April dieses Jahres in Bukarest wieder Europameister, wobei er im Finale Selahattin Kılıçsallayan aus der Türkei schlug und dann siegte er im Juni 2019 bei den Europaspielen in Minsk. In Minsk schlug er im Endkampf Wladimir Chintschegaschwili. Bei der Weltmeisterschaft dieses Jahres in Nur-Sultan traf er in der Qualifikation auf Gadschimurad Raschidow, gegen den er knapp nach Punkten verlor (2:4). Raschidow erreichte aber das Finale und deshalb konnte Hadschi Alijew in der Trostrunde weiterringen. In dieser besiegte er zunächst Amr Reda Ramadan aus Ägypten, verlor aber in der nächsten Runde gegen den japanischen Titelverteidiger Takuto Otoguro nach Punkten. Er schied damit aus und belegte in der Endabrechnung den 12. Platz.

## Internationale Erfolge
| Jahr | Platz  | Wettbewerb                                   | Gewichtsklasse | Ergebnisse |
| 2008 | 2.     | Junioren-EM (Cadets) in Daugavpils           | bis 54 kg      | hinter Wladimer Chintschegaschwili, Georgien |
| 2010 | 8.     | EM in Baku                                   | Feder          | nach einem Sieg über Tim Schleicher, Deutschland und einer Niederlage gegen Andrei Perpeliță, Moldawien                                                                                |
| 2010 | 17.    | Golden-Grand-Prix in Baku                    | Feder          | Sieger: Wassyl Fedoryschyn, Ukraine vor Shawn Bunch, USA |
| 2011 | 8.     | Dan Kolow & Nikola Petrow-Memorial in Burgas | Feder          | Sieger: Gheorghe Bucur, Rumänien vor Chaibulla Schahalow, Aserbaidschan |
| 2011 | 2.     | Junioren-EM in Zrenjanin                     | Feder          | hinter Ömer Uzan, Türkei, vor Tengis Tschochiswili, Georgien und Rafael Statkiewicz, Polen                                                                                             |
| 2011 | 2.     | Ramsan-Kadyrow-Cup in Grosny                 | Feder          | hinter Achmed Tschakajew, vor Opan Sat und Albert Kairchanow, all Russland |
| 2012 | 3.     | Intern. Turnier in Kiew                      | Feder          | hinter Ewgeni Chawilow und Wasyl Fedoryschyn, beide Ukraine |
| 2012 | 3.     | Welt-Cup in Baku                             | Feder          | hinter Scott Coleman, USA und Kenichi Yumoto, Japan |
| 2012 | 3.     | Großer Preis von Deutschland in Dortmund     | Feder          | hinter Franklin Gómez Matos, Puerto Rico und Bessik Kuduchow, Russland |
| 2012 | 1.     | Golden-Grand-Prix in Baku                    | Feder          | vor Agahüseyin Mustafajew, Aserbaidschan, Sajatpek okasow, Kasachstan und Joshgun Asimow, Aserbaidschan                                                                                |
| 2013 | 3.     | „Yasar-Dogu“-Memorial in Ankara              | Feder          | hinter Wladimer Chintschegaschwili und Enchsaichany Njam-Otschir, Mongolei |
| 2013 | 8.     | EM in Tiflis                                 | Feder          | nach einem Sieg über Jozsef Molnar, Ungarn und einer Niederlage gegen Wladimer Chintschegaschwili                                                                                      |
| 2013 | 3.     | Universiade in Kasan                         | Feder          | hinter Bekchan Goigerejew, Russland und Behnam Ehsanpour, Iran |
| 2013 | 30.    | WM in Budapest                               | Feder          | nach einer Niederlage gegen Masoud Esmailpourjouybari, Iran |
| 2013 | 2.     | Golden-Grand-Prix in Baku                    | Feder          | hinter Achmednabi Gwarsatilow, Aserbaidschan, vor James Kennedy, USA und Wladimer Chintschegaschwili                                                                                   |
| 2014 | 1.     | Dan Kolow & Nikola Petrow-Memorial in Sofia  | bis 61 kg      | vor Münir Recep Aktas, Türkei, Wladimir Dubow, Bulgarien und Krzysztof Bienkowski, Polen                                                                                               |
| 2014 | 1.     | EM in Vantaa/Finnland                        | bis 61 kg      | nach Siegen über Alexander Semisorow, Deutschland, Beka Lomtadse, Georgien, Wasyl Schuptar, Ukraine und Bekchan Goigerejew                                                             |
| 2014 | 1.     | Großer Preis von Deutschland in Dortmund     | bis 65 kg      | vor Dawit Safarjan, Armenien, Asamat Nurikow, Weißrussland und Gheorghe Bucur, Rumänien                                                                                                |
| 2014 | 1.     | Golden-Grand-Prix in Baku                    | bis 61 kg      | vor Wladimir Dubow, Bulgarien, Ulan Nadyrbek Uluu, Kirgisien und Wasyl Schuptar |
| 2014 | 1.     | WM in Taschkent                              | bis 61 kg      | nach Siegen über Wasyl Schuptar, Krzysztof Bienkowski, Andrei Perpeliță, Yowlys Bonne Rodriguez, Kuba und Masoud Mahmoud Esmaeilpoorjouybari                                           |
| 2015 | 3.     | Großer Preis von Paris                       | bis 65 kg      | hinter Magomed Muslimow, Aserbaidschan und Masoud Esmailpouryoubari, Iran |
| 2015 | 8.     | „Alexander-Medwed“-Preis in Minsk            | bis 65 kg      | Sieger: Asamat Nurikow, Weißrussland vor Magomed Kurbanalijew, Russland |
| 2015 | 3.     | Europaspiele in Baku                         | bis 61 kg      | nach siegen über Wolodja Frangulijan, Armenien und Nikolai Bolotnjuk, Slowakei, einer Niederlage gegen Alexander Bogomojew, Russland und einem Sieg über Münir Resep Aktas, Türkei     |
| 2015 | 1.     | WM in Las Vegas                              | bis 61 kg      | nach Siegen über Andrei Perpeliță, Moldawien, Masakazu Kamoi, Japan, Wladimir Dubow, Bulgarien und Nomin Batbold, Mongolei                                                             |
| 2015 | 1.     | Golden-Grand-Prix in Baku                    | bis 61 kg      | vor Iman Sadeghikoukandeh, Iran, Daulet Nijasbekow, Kasachstan und Alexander Bogomejew                                                                                                 |
| 2016 | 5.     | „Yasar-Dogu“-Memorial in Istanbul            | bis 65 kg      | hinter Batchuluun Batmagnai, Mongolei, Mustafa Kaya, Türkei, Agahüseyin Mustafejew, Aserbaidschan und George Bucur, Rumänien                                                           |
| 2016 | 3.     | EM in Riga                                   | bis 61 kg      | nach 'Siegen über Sarunas Jurcys, Litauen und Wladimir Dubow, Bulgarien, einer Niederlage gegen Wladimir Chintschegaschwili, Georgien und einem Sieg über Wolodja Franguljan, Armenien |
| 2016 | 1.     | Großer Preis von Deutschland in Dortmund     | bis 61 kg      | vor Krzysztof Bienkowski, Polen, Abbas Rachmonow, Usbekistan und Mehmet Ögmet, Türkei                                                                                                  |
| 2016 | Bronze | OS in Rio de Janeiro                         | bis 57 kg      | nach einem Sieg über Yun Jun-sik, Südkorea, einer Niederlage gegen Wladimir Chintschegaschwili und Siegen über Nurislan Sanajew, Kasachstan und Wladimir Dubow                         |
| 2017 | 1.     | Islam. Solidaritäts-Spiele in Baku           | bis 61 kg      | vor Alibek Osmonow, Kirgisistan, Masoud Esmailpoorjouybari, Iran und Abdul Wahab, Pakistan                                                                                             |
| 2017 | 1.     | WM in Paris                                  | bis 61 kg      | nach Siegen über Alibek Osmonow, Rinya Nakamura, Japan, Nikolai Bolotnjuk, Slowakei, Yowlys Bonne Rodriguez, Kuba und Gadschimurad Raschidow, Russland                                 |
| 2018 | 2.     | Intern. Turnier in Kiew                      | bis 65 kg      | hinter Magomedmurad Gadschijew, Polen, vor Wladimir Chintschegaschwili und Roman Ascharin, Ungarn                                                                                      |
| 2018 | 1.     | EM in Kaspiisk                               | bis 65 kg      | nach Siegen über Gabriel Janatsch, Österreich, Seloahattin Kilicsallayan, Türkei, Davie Habat, Slowakei und Iljas Bekbulatow, Russland                                                 |
| 2018 | 2.     | „Alexander-Medwed“-Turnier in Minsk          | bis 65 kg      | hinter Wasil Schuptar, Ukraine, vor Njurgun Skrjabin, Weißrussland und Islam Dudajew, Russland                                                                                         |
| 2018 | 25.    | WM in Budapest                               | bis 65 kg      | nach einer Niederlage gegen Alejandro Enrique Valdes Tobier, Kuba |
| 2019 | 1.     | EM in Bukarest                               | bis 65 kg      | nach Siegen über Husein Schachbarau, Weißrussland, Wasgen Tevanjan, Armenien, Nachin Sergejewitsch Kuular, Russland, Maxim Sacultan, Moldawien und Selahattin Kılıçsallayan            |
| 2019 | 1.     | Europaspiele in Minsk                        | bis 65 kg      | nach Siegen über Wolodja Franguljan, George Koliew, Weißrussland, Hor Oganesjan, Ukraine und Wladimir Chintschegaschwili                                                               |
| 2019 | 12.    | WM in Nur-Sultan                             | bis 65 kg      | nach einer Niederlage gegen Gadschimurad Raschidow, einem Sieg über Amr Reda Ramadan, Ägypten und einer Niederlage gegen Takuto Otoguro, Japan                                         |

Erläuterungen
- alle Wettkämpfe im freien Stil
- OS = Olympische Spiele, WM = Weltmeisterschaft, EM = Europameisterschaft
- Federgewicht, Gewichtsklasse bis 60 kg Körpergewicht (bis 31. Dezember 2013); seit 1. Januar 2014 gilt eine neue Gewichtsklasseneinteilung durch den Ringer-Weltverband FILA, deshalb Bezeichnung der Gewichtsklasse mit den Kilozahlen